# Deborah Lynn Scott
Pour les articles homonymes, voir Scott.
Deborah Lynn Scott, née en 1954, est une costumière américaine.

## Filmographie
- 1983 : La Quatrième Dimension (film collectif)
- 1985 : Retour vers le futur (Back to the Future) de Robert Zemeckis
- 1986 : À propos d'hier soir... (About Last Night...) d'Edward Zwick
- 1986 : Armed and Dangerous de Mark L. Lester
- 1987 : Who's That Girl de James Foley
- 1988 : Moving d'Alan Metter
- 1990 : Coupe de Ville de Joe Roth
- 1991 : Eve of Destruction de Duncan Gibbins
- 1991 : Rendez-vous au paradis (Defending Your Life) d'Albert Brooks
- 1992 : Hoffa de Danny DeVito
- 1993 : Jack the Bear de Marshall Herskovitz
- 1993 : Sliver de Phillip Noyce
- 1995 : Légendes d'automne (Legends of the Fall) d'Edward Zwick
- 1995 : L'Indien du placard (The Indian in the Cupboard) de Frank Oz
- 1996 : Heat de Michael Mann
- 1997 : Looking for Richard (documentaire) d'Al Pacino
- 1997 : Par amour pour Gillian (To Gillian on Her 37th Birthday) de Michael Pressman
- 1997 : Titanic de James Cameron
- 1999 : Wild Wild West de Barry Sonnenfeld
- 2000 : The Patriot, le chemin de la liberté (The Patriot) de Roland Emmerich
- 2002 : Minority Report de Steven Spielberg
- 2003 : Bad Boys 2 de Michael Bay
- 2005 : Les Bienfaits de la colère (The Upside of Anger) de Mike Binder
- 2005 : The Island de Michael Bay
- 2006 : Adieu Cuba (The Lost City) d'Andy García
- 2006 : Seraphim Falls de David Von Ancken
- 2007 : À cœur ouvert (Reign Over Me) de Mike Binder
- 2007 : Transformers de Michael Bay
- 2008 : Max la menace (Get Smart) de Peter Segal
- 2009 : Transformers 2 : La Revanche (Transformers: Revenge of the Fallen) de Michael Bay
- 2009 : Avatar de James Cameron
- 2010 : Love, et autres drogues (Love and Other Drugs) d'Edward Zwick
- 2011 : Transformers 3 : La Face cachée de la Lune (Transformers: Dark of the Moon) de Michael Bay
- 2012 : Nouveau Départ (We Bought a Zoo) de Cameron Crowe
- 2013 : No Pain No Gain (Pain and Gain) de Michael Bay
- 2014 : The Amazing Spider-Man : Le Destin d'un héros de Marc Webb
- 2015 : Welcome Back de Cameron Crowe
- 2015 : Rock the Kasbah de Barry Levinson
- 2016 : 13 Hours (13 Hours: The Secret Soldiers of Benghazi) de Michael Bay
- 2017 : Rebel in the Rye de Danny Strong
- 2018 : Sicario: La Guerre des cartels (Sicario: Day of the Soldado) de Stefano Sollima
- 2022 : Avatar : La Voie de l'eau (Avatar: The Way of Water) de James Cameron

## Distinction
- 1997 : Oscar de la meilleure création de costumes pour Titanic de James Cameron